# Уддхава-гита
«У́ддхава-ги́та» (IAST: Uddhava Gītā), также известна как «Ха́мса-ги́та» — санскритский текст, содержащий наставления Кришны своему двоюродному брату и другу Уддхаве. «Уддхава-гита» является частью «Бхагавата-пураны» — главы с шестой по двадцать девятую одиннадцатой песни и состоит из 1000 шлок.
Кришна дал свои наставления Уддхаве незадолго перед своей смертью, стремясь утешить его. Среди существующих комментариев «Уддхава-гиты» наиболее известным является комментарий Шридхары Свами.
«Уддхава-гита» начинается с того, что Уддхава выказывает Кришне своё недоумение в связи с грядущим разрушением династии Яду, в которой родился сам Кришна. Хотя Уддхава был известен как великий преданный и дорогой друг Кришны, но даже он не мог понять, почему Кришна не предотвратил гибель династии. Кришна объяснил причину гибели династии Яду следующим образом:
Возгордившись своей мощью, доблестью и удачей и намереваясь завладеть всем миром, эта прославленная династия Яду удерживается мной как океан в своих берегах. Если я уйду из этого мира, не разрушив это огромное неимоверно возгордившиеся племя Яду, всё человечество прекратит своё существование.
После того как цель земного воплощения Кришны была достигнута, Брахма, творец вселенной, и все девы, начали просить Кришну, чтобы он возвратился в свою вечную обитель. Сильно опечаленый, Уддхава стал умолять Кришну позволить ему тоже уйти с ним, в ответ на что Кришна поведал ему «Уддхава-гиту».